# Aigars Šķēle
Aigars Šķēle (Riga, 4 de diciembre de 1992) es un baloncestista letón que pertenece a la plantilla del Stal Ostrów Wielkopolski de la Polska Liga Koszykówki. Con 1,92 metros de estatura, juega en la posición de escolta. 

## Trayectoria deportiva

### Primeros años
Siendo muy joven se trasladó a Majadahonda, Madrid, donde estudió y jugó al baloncesto en el European Basketball College, debutando en el baloncesto profesional con el Fuenlabrada-Getafe de la Liga EBA, donde acabó promediando 10,3 puntos, 3,2 rebotes y 1,4 asistencias por partido.

### Profesional
Regresó a su país en 2012, para jugar en el BK Barons, donde acabó promediando 4,0 puntos y 2,5 rebotes por partido. Al año siguiente firmó con el BK Jūrmala, donde tendría más opciones de jugar minutos, disputando una temporada en la que promedió 12,8 puntos, 4,3 rebotes y 3,5 asistencias por partido.
En 2014 fichó por el VEF Riga, pero en enero de 2015 fue cedido al BK Valmiera, donde acabó la temporada promediando 9,1 puntos y 3,4 rebotes por partido. Siguió jugando en el mismo equipo una temporada completa más, hasta que en junio de 2016 fue traspasado al BK Ventspils, donde en su primera temporada en la que promedió 9,1 puntos, 3,4 asistencias y 3,2 rebotes por partido.
En agosto de 2018 fichó por el Antibes Sharks de la Pro A francesa por una temporada.
En la temporada 2021-22, firma por el s.Oliver Baskets de la Basketball Bundesliga.
En la temporada 2022-23, firma por el Stal Ostrów Wielkopolski de la Polska Liga Koszykówki.

### Selección nacional
Durante agosto y septiembre de 2023 fue integrante de la selección de Letonia que participó en el Mundial de 2023 celebrado en Asia, y que finalizó en quinto lugar.